# 上田渉
上田 渉（うえだ わたる、1980年（昭和55年）7月21日 - ）は、日本の実業家。株式会社オトバンク代表取締役会長。神奈川県出身。

## 来歴
東京大学経済学部経営学科中退。在学中からかものはしプロジェクト他複数のNPOの立ち上げ、IT起業の経営を経て、2004年12月に株式会社オトバンクを創業。

## 人物
私立名門学校（栄光学園中学校・高等学校）に入学したものの挫折し、落ちこぼれる。高校3年時の全国模試の偏差値は30、教師からも見放されたが、音読を中心にした勉強法を使って二浪の末に東京大学文科二類に合格。東京大学を志したきっかけは、「東大に入りたい」と言っている同級生にその理由を聞いたところ「偏差値が高いから」「受かったら海外旅行に行かせてくれるから」「特にない」という返答しか返ってこなかったため日本の教育に疑問を持ったため。そこで政治家になって教育改革をしたい、そのためには日本の中心にいる東大出身の官僚にも対等に意見ができるようにならなければと考えた。
進学後は学業の傍ら、第一高等学校・東京大学弁論部に入部しディベートやスピーチを学ぶ。2001年度早稲田大学大隈杯では「野比のび太から教育に物申す」というタイトルでスピーチを行い第3位を獲得。また、NPOを立ち上げて教育改革を行おうとしたが、ビジネスモデルとしての構築が困難だったため挫折。
大学3年生の時に自分の志を再度問い直し、緑内障で失明していた祖父の影響で目の不自由な人のためにもなる仕事をやりたいと強く思うように。自身の受験時代の勉強法としても活用した音声学習をヒントに、あらゆるジャンルを取り扱うオーディオブック事業会社としてオトバンクを創業し、代表取締役社長に就任、2012年3月より現職。現在オトバンクは月間1万冊以上を売り上げる日本最大のオーディオブック事業者にまで成長した。

ChaosTCG　全国大会出場　1回

## 著作
- 『脳がよくなる耳勉強法』 (2009年6月15日、ディスカヴァー・トゥエンティワン) 978-4887597204
- 『勉強革命!「音読」と「なぜ」と「納得」が勉強力とビジネス力をアップさせる』 (2010年6月10日、マガジンハウス) 978-4838721146
- 『ノマド出張仕事術ノマド出張仕事術 1時間のプチ移動から本格出張まで』  (2010年12月16日、実業之日本社) 978-4408108803
- 『20代でムダな失敗をしないための「逆転思考」』(2011年9月23日、日本経済新聞出版社) 978-4532317201
- 『「耳読」でもっと読めるようになる！』 (2012年10月13日、ディスカヴァー・トゥエンティワン) 978-4799312360